# Heineken Cup 2000-2001
Heineken Cup 2000-01 (in inglese 2000-01 Heineken Cup; in francese H Cup 2000-01) fu la 6ª edizione della massima competizione europea per club di rugby a 15.
Si tenne dal 6 ottobre 2000 al 19 maggio 2001 tra 24 squadre provenienti da Francia, Inghilterra, Galles, Irlanda, Italia e Scozia.
Per la prima volta nella sua ancora giovane storia si tenne per due edizioni consecutive con lo stesso formato, a sei gironi da quattro squadre ciascuno con passaggio ai play-off delle sei vincitrici più le due migliori seconde.
Esordienti assolute nella competizione furono Rugby Roma e L’Aquila, inedita coppia di finaliste del precedente campionato italiano che aveva visto la squadra della Capitale laurearsi campione ed entrambe guadagnare il pass per la Coppa europea maggiore.
L'inedita finale si tenne a Parigi tra la compagine cittadina dello Stade français, alla sua prima gara per il titolo, e gli inglesi del Leicester, già sconfitti in finale contro Brive nella seconda edizione del torneo.
Nonostante il punteggio di 34-30 fu Leicester a realizzare le tre mete dell'incontro, mentre lo Stade si affidò all'italiano Diego Domínguez, marcatore dell'intero bottino della squadra con 10 calci piazzati, per vincere il torneo che, di fatto, fino al 79' era in mano francese, ma sul 27-30 Tim Stimpson realizzò la meta che ribaltò il risultato e diede a Leicester partita e Coppa, la prima della sua storia europea.
Il valore delle marcature, come stabilito dall’IRFB nel 1992, era: 5 punti per ciascuna meta (7 se trasformata), 3 punti per la realizzazione di ciascun calcio piazzato, idem per il drop.

## Formula
Le squadre furono ripartite in sei gironi da quattro squadre ciascuno.
Ai quarti di finale accedettero la prima classificata di ciascuno dei sei gironi più le due seconde migliori classificate per punteggio e differenza punti marcati.
Le squadre prime classificate, in ordine decrescente di punteggio in classifica e, a parità di esso, di differenza punti marcati/subiti, occuparono i posti del seeding da 1 a 6; le seconde classificate, ordinate secondo lo stesso criterio, i posti 7 e 8.
I quarti di finale videro le squadre con il ranking da 1 a 4 affrontare in gara unica sul proprio campo quelle con seeding rispettivamente da 8 a 5 secondo il seguente ordine:
1. seeding 1 – seeding 8
2. seeding 3 – seeding 6
3. seeding 2 – seeding 7
4. seeding 4 – seeding 5

Le due semifinali, fatto salvo il diritto di campo interno per la squadra con il seeding migliore, furono:
1. vincitore QF1 – Vincitore QF2
2. vincitore QF3 – Vincitore QF4

La finale si tenne in gara unica al Parco dei Principi di Parigi.

## Squadre partecipanti
| Girone A                  | Girone B                   | Girone C                |
| ------------------------- | -------------------------- | ----------------------- |
| Biarritz (Francia)        | L’Aquila (Italia)          | Cardiff RFC (Galles)    |
| Edimburgo (Scozia)        | London Wasps (Inghilterra) | Saracens (Inghilterra)  |
| Leinster (Irlanda)        | Stade français (Francia)   | Tolosa (Francia)        |
| Northampton (Inghilterra) | Swansea (Galles)           | Ulster (Irlanda)        |
| Girone D                  | Girone E                   | Girone F                |
| Bath (Inghilterra)        | Colomiers (Francia)        | Glasgow (Scozia)        |
| Castres (Francia)         | Gloucester (Inghilterra)   | Leicester (Inghilterra) |
| Munster (Irlanda)         | Llanelli (Galles)          | Pau (Francia)           |
| Newport (Galles)          | Rugby Roma (Italia)        | Pontypridd (Galles)     |

## Fase a gironi

### Girone A
|            | Incontri                |       |
| ---------- | ----------------------- | ----- |
| 6-10-2000  | Edimburgo – Leinster    | 29-21 |
| 7-10-2000  | Biarritz – Northampton  | 37-30 |
| 13-10-2000 | Leinster – Biarritz     | 35-9  |
| 14-10-2000 | Northampton – Edimburgo | 22-23 |
| 21-10-2000 | Northampton – Leinster  | 8-14  |
| 21-10-2000 | Biarritz – Edimburgo    | 29-18 |
| 27-10-2000 | Edimburgo – Biarritz    | 27-35 |
| 27-10-2000 | Leinster – Northampton  | 40-31 |
| 12-1-2001  | Leinster – Edimburgo    | 34-34 |
| 13-1-2001  | Northampton – Biarritz  | 32-24 |
| 19-1-2001  | Edimburgo – Northampton | 18-15 |
| 20-1-2001  | Biarritz – Leinster     | 30-10 |

#### Classifica
| Pos | Squadra     | G | V | N | P | PF  | PS  | P±  | PT |
| --- | ----------- | - | - | - | - | --- | --- | --- | -- |
| A1  | Biarritz    | 6 | 4 | 0 | 2 | 164 | 152 | 12  | 8  |
| A2  | Edimburgo   | 6 | 3 | 1 | 2 | 149 | 156 | −7  | 7  |
| A3  | Leinster    | 6 | 3 | 1 | 2 | 154 | 141 | 13  | 7  |
| A4  | Northampton | 6 | 1 | 0 | 5 | 138 | 156 | −18 | 2  |

### Girone B
|            | Incontri                  |       |
| ---------- | ------------------------- | ----- |
| 7-10-2000  | Swansea – Wasps           | 54-28 |
| 7-10-2000  | Stade français – L'Aquila | 92-7  |
| 14-10-2000 | Swansea – Stade français  | 18-1& |
| 15-10-2000 | L'Aquila – Wasps          | 10-39 |
| 21-10-2000 | Stade français – Wasps    | 40-10 |
| 22-10-2000 | L'Aquila – Swansea        | 6-70  |
| 28-10-2000 | Swansea – L'Aquila        | 73-3  |
| 29-10-2000 | Wasps – Stade français    | 28-31 |
| 13-1-2001  | L'Aquila – Stade français | 9-76  |
| 14-1-2001  | Wasps – Swansea           | 28-16 |
| 20-1-2001  | Stade français – Swansea  | 42-13 |
| 21-1-2001  | Wasps – L'Aquila          | 42-5  |

#### Classifica
| Pos | Squadra        | G | V | N | P | PF  | PS  | P±   | PT |
| --- | -------------- | - | - | - | - | --- | --- | ---- | -- |
| B1  | Stade français | 6 | 5 | 0 | 1 | 297 | 85  | 212  | 10 |
| B2  | Swansea        | 6 | 4 | 0 | 2 | 244 | 123 | 121  | 8  |
| B3  | London Wasps   | 6 | 3 | 0 | 3 | 175 | 156 | 19   | 6  |
| B4  | L’Aquila       | 6 | 0 | 0 | 6 | 40  | 392 | −352 | 0  |

### Girone C
|            | Incontri           |       |
| ---------- | ------------------ | ----- |
| 6-10-2000  | Ulster – Cardiff   | 32-23 |
| 7-10-2000  | Tolosa – Saracens  | 22-32 |
| 14-10-2000 | Cardiff – Tolosa   | 26-17 |
| 15-10-2000 | Saracens – Ulster  | 55-25 |
| 21-10-2000 | Saracens – Cardiff | 23-32 |
| 22-10-2000 | Tolosa – Ulster    | 35-35 |
| 27-10-2000 | Cardiff – Saracens | 24-14 |
| 27-10-2000 | Ulster – Tolosa    | 25-29 |
| 12-1-2001  | Cardiff – Ulster   | 42-16 |
| 14-1-2001  | Saracens – Tolosa  | 37-30 |
| 19-1-2001  | Ulster – Saracens  | 13-21 |
| 20-1-2001  | Tolosa – Cardiff   | 38-27 |

#### Classifica
| Pos | Squadra     | G | V | N | P | PF  | PS  | P±  | PT |
| --- | ----------- | - | - | - | - | --- | --- | --- | -- |
| C1  | Cardiff RFC | 6 | 4 | 0 | 2 | 174 | 140 | 34  | 8  |
| C2  | Saracens    | 6 | 4 | 0 | 2 | 182 | 146 | 36  | 8  |
| C3  | Tolosa      | 6 | 2 | 1 | 3 | 171 | 182 | −11 | 5  |
| C4  | Ulster      | 6 | 1 | 1 | 4 | 146 | 205 | −59 | 3  |

### Girone D
|            | Incontri          |       |
| ---------- | ----------------- | ----- |
| 7-10-2000  | Munster – Newport | 26-18 |
| 7-10-2000  | Bath – Castres    | 25-13 |
| 13-10-2000 | Newport – Bath    | 28-17 |
| 14-10-2000 | Castres – Munster | 29-32 |
| 21-10-2000 | Munster – Bath    | 31-9  |
| 21-10-2000 | Newport – Castres | 21-10 |
| 28-10-2000 | Bath – Munster    | 18-5  |
| 28-10-2000 | Castres – Newport | 43-21 |
| 13-1-2001  | Castres – Bath    | 19-32 |
| 13-1-2001  | Newport – Munster | 24-39 |
| 20-1-2001  | Munster – Castres | 21-11 |
| 23-1-2001  | Bath – Newport    | 38-10 |

#### Classifica
| Pos | Squadra | G | V | N | P | PF  | PS  | P±  | PT |
| --- | ------- | - | - | - | - | --- | --- | --- | -- |
| D1  | Munster | 6 | 5 | 0 | 1 | 154 | 109 | 45  | 10 |
| D2  | Bath    | 6 | 4 | 0 | 2 | 139 | 106 | 33  | 8  |
| D3  | Newport | 6 | 2 | 0 | 4 | 122 | 183 | −61 | 4  |
| D4  | Castres | 6 | 1 | 0 | 5 | 135 | 152 | −17 | 1  |

### Girone E
|            | Incontri                |       |
| ---------- | ----------------------- | ----- |
| 6-10-2000  | Llanelli – Gloucester   | 20-27 |
| 7-10-2000  | Rugby Roma – Colomiers  | 5-14  |
| 14-10-2000 | Colomiers – Llanelli    | 6-19  |
| 15-10-2000 | Gloucester – Rugby Roma | 52-12 |
| 21-10-2000 | Llanelli – Rugby Roma   | 46-0  |
| 21-10-2000 | Gloucester – Colomiers  | 22-22 |
| 28-10-2000 | Colomiers – Gloucester  | 30-19 |
| 28-10-2000 | Rugby Roma – Llanelli   | 21-41 |
| 13-1-2001  | Gloucester – Llanelli   | 28-27 |
| 13-1-2001  | Colomiers – Rugby Roma  | 55-21 |
| 19-1-2001  | Llanelli – Colomiers    | 34-21 |
| 20-1-2001  | Rugby Roma – Gloucester | 29-38 |

#### Classifica
| Pos | Squadra    | G | V | N | P | PF  | PS  | P±   | PT |
| --- | ---------- | - | - | - | - | --- | --- | ---- | -- |
| E1  | Gloucester | 6 | 4 | 1 | 1 | 186 | 140 | 46   | 9  |
| E2  | Llanelli   | 6 | 4 | 0 | 2 | 187 | 103 | 84   | 8  |
| E3  | Colomiers  | 6 | 3 | 1 | 2 | 148 | 120 | 28   | 7  |
| E4  | Rugby Roma | 6 | 0 | 0 | 6 | 88  | 246 | −158 | 0  |

### Girone F
|            | Incontri               |       |
| ---------- | ---------------------- | ----- |
| 7-10-2000  | Pontypridd – Glasgow   | 40-25 |
| 7-10-2000  | Leicester – Pau        | 46-18 |
| 14-10-2000 | Pau – Pontypridd       | 12-9  |
| 15-10-2000 | Glasgow – Leicester    | 21-33 |
| 20-10-2000 | Pontypridd – Leicester | 18-11 |
| 22-10-2000 | Glasgow – Pau          | 24-46 |
| 28-10-2000 | Pau – Glasgow          | 44-16 |
| 28-10-2000 | Leicester – Pontypridd | 27-19 |
| 13-1-2001  | Pau – Leicester        | 3-20  |
| 14-1-2001  | Glasgow – Pontypridd   | 25-23 |
| 20-1-2001  | Leicester – Glasgow    | 41-26 |
| 21-1-2001  | Pontypridd – Pau       | 27-31 |

#### Classifica
| Pos | Squadra    | G | V | N | P | PF  | PS  | P±  | PT |
| --- | ---------- | - | - | - | - | --- | --- | --- | -- |
| F1  | Leicester  | 6 | 5 | 0 | 1 | 178 | 105 | 73  | 10 |
| F2  | Pau        | 6 | 4 | 0 | 2 | 154 | 142 | 12  | 8  |
| F3  | Pontypridd | 6 | 2 | 0 | 4 | 136 | 131 | 5   | 4  |
| F4  | Glasgow    | 6 | 1 | 0 | 5 | 137 | 227 | −90 | 2  |

## Seedingdopo la fase a gironi
| Pos | Squadra        | G | V | N | P | PF  | PS  | DP   | Pt |
| --- | -------------- | - | - | - | - | --- | --- | ---- | -- |
| 1   | Stade français | 6 | 5 | 0 | 1 | 297 | 85  | +212 | 10 |
| 2   | Leicester      | 6 | 5 | 0 | 1 | 178 | 105 | +73  | 10 |
| 3   | Munster        | 6 | 5 | 0 | 1 | 154 | 109 | +45  | 10 |
| 4   | Gloucester     | 6 | 4 | 1 | 1 | 186 | 140 | +46  | 9  |
| 5   | Cardiff RFC    | 6 | 4 | 0 | 2 | 174 | 140 | +34  | 8  |
| 6   | Biarritz       | 6 | 4 | 0 | 2 | 164 | 152 | +12  | 8  |
| 7   | Swansea        | 6 | 4 | 0 | 2 | 244 | 123 | +121 | 8  |
| 8   | Pau            | 6 | 4 | 0 | 2 | 154 | 142 | +12  | 8  |
| 9   | Llanelli       | 6 | 4 | 0 | 2 | 187 | 103 | +84  | 8  |
| 10  | Saracens       | 6 | 4 | 0 | 2 | 182 | 146 | +36  | 8  |
| 11  | Bath           | 6 | 4 | 0 | 2 | 139 | 106 | +33  | 8  |
| 12  | Edimburgo      | 6 | 3 | 1 | 2 | 149 | 156 | −7   | 7  |

## Play-off
|  | Quarti di finale | Quarti di finale | Quarti di finale |                |                | Semifinali     | Semifinali | Semifinali |  |  | Finale | Finale | Finale |  |
|  |                  |                  |                  |                |                |                |            |            |  |  |        |        |        |  |
|  | 1                | Stade français   | 36               |                |                |                |            |            |  |  |        |        |        |  |
|  | 1                | Stade français   | 36               |                |                |                |            |            |  |  |        |        |        |  |
|  | 8                | Pau              | 19               |                |                |                |            |            |  |  |        |        |        |  |
|  | 8                | Pau              | 19               |                | Stade français | Stade français | 16         |            |  |  |        |        |        |  |
|  |                  |                  |                  |                | Stade français | Stade français | 16         |            |  |  |        |        |        |  |
|  |                  |                  | Munster          | Munster        | 15             |                |            |            |  |  |        |        |        |  |
|  | 3                | Munster          | Munster          | Munster        | 15             | 38             |            |            |  |  |        |        |        |  |
|  | 3                | Munster          |                  |                |                |                |            |            |  |  |        |        |        |  |
|  | 6                | Biarritz         | 29               |                |                |                |            |            |  |  |        |        |        |  |
|  | 6                | Biarritz         | 29               |                | Leicester      | Leicester      | 34         |            |  |  |        |        |        |  |
|  |                  |                  |                  |                |                |                |            |            |  |  |        |        |        |  |
|  |                  |                  | Stade français   | Stade français | 30             |                |            |            |  |  |        |        |        |  |
|  | 2                | Leicester        | Stade français   | Stade français | 30             | 41             |            |            |  |  |        |        |        |  |
|  | 2                | Leicester        |                  |                |                |                |            |            |  |  |        |        |        |  |
|  | 6                | Swansea          | 10               |                |                |                |            |            |  |  |        |        |        |  |
|  | 6                | Swansea          | 10               |                | Leicester      | Leicester      | 19         |            |  |  |        |        |        |  |
|  |                  |                  |                  |                | Leicester      | Leicester      | 19         |            |  |  |        |        |        |  |
|  |                  |                  | Gloucester       | Gloucester     | 15             |                |            |            |  |  |        |        |        |  |
|  | 4                | Gloucester       | Gloucester       | Gloucester     | 15             | 21             |            |            |  |  |        |        |        |  |
|  | 4                | Gloucester       |                  |                |                |                |            |            |  |  |        |        |        |  |
|  | 5                | Cardiff RFC      | 15               |                |                |                |            |            |  |  |        |        |        |  |

### Quarti di finale
| Arbitro: | Joël Jutge |

|                    |      |                 |
|                    | mt   | Walne G. Thomas |
|                    | tr   | N. Jenkins      |
| Mannix (6) Hayward | c.p. | N. Jenkins      |

| Arbitro: | Nigel Whitehouse |

|                         |      |             |
| Poullain Laussucq Comba | mt   | Paille      |
| Domínguez (3)           | tr   | Aucagne     |
| Domínguez (3)           | c.p. | Aucagne (3) |
| Domínguez (2)           | drop | Aucagne     |

| Arbitro: | Alan Lewis |

|                            |      |             |
| G. Murphy Healey An. Goode | mt   | P. Moriarty |
| Stimpson (3)               | tr   | C. Rees     |
| Stimpson (4)               | c.p. | A. Thomas   |
| An. Goode                  | drop |             |

| Arbitro: | Ed Morrison |

|              |      |                          |
| A. Foley (3) | mt   | Milheres (2) Bonnet Legg |
| O′Gara       | tr   | F. Botica (3)            |
| O′Gara (7)   | c.p. | F. Botica                |

### Semifinali
| Arbitro: | Chris White |

|                        |      |                               |
| Mytton 34’             | mt   |                               |
| Domínguez 34’          | tr   |                               |
| Domínguez 3’, 20’, 32’ | c.p. | 5’, 28’, 48’, 70’, 80’ O′Gara |

| Arbitro: | Joël Dumé |

|                            |      |                               |
| Lloyd 21’                  | mt   |                               |
| Stimpson 21’               | tr   |                               |
| Stimpson 6’, 11’, 32’, 60’ | c.p. | 1’, 16’, 30’, 44’, 76’ Mannix |

### Finale
| Arbitro: | David McHugh |

|                                 |      |                                                      |
| Lloyd 41’, 79’ Back 60’         | mt   |                                                      |
| Stimpson 60’, 79’               | tr   |                                                      |
| Stimpson 7’, 12’, 30’, 66’, 75’ | c.p. | 5’, 17’, 22’, 29’, 40’, 48’, 58’, 68’, 72’ Domínguez |
|                                 | drop | 78’ Domínguez                                        |